# LP10

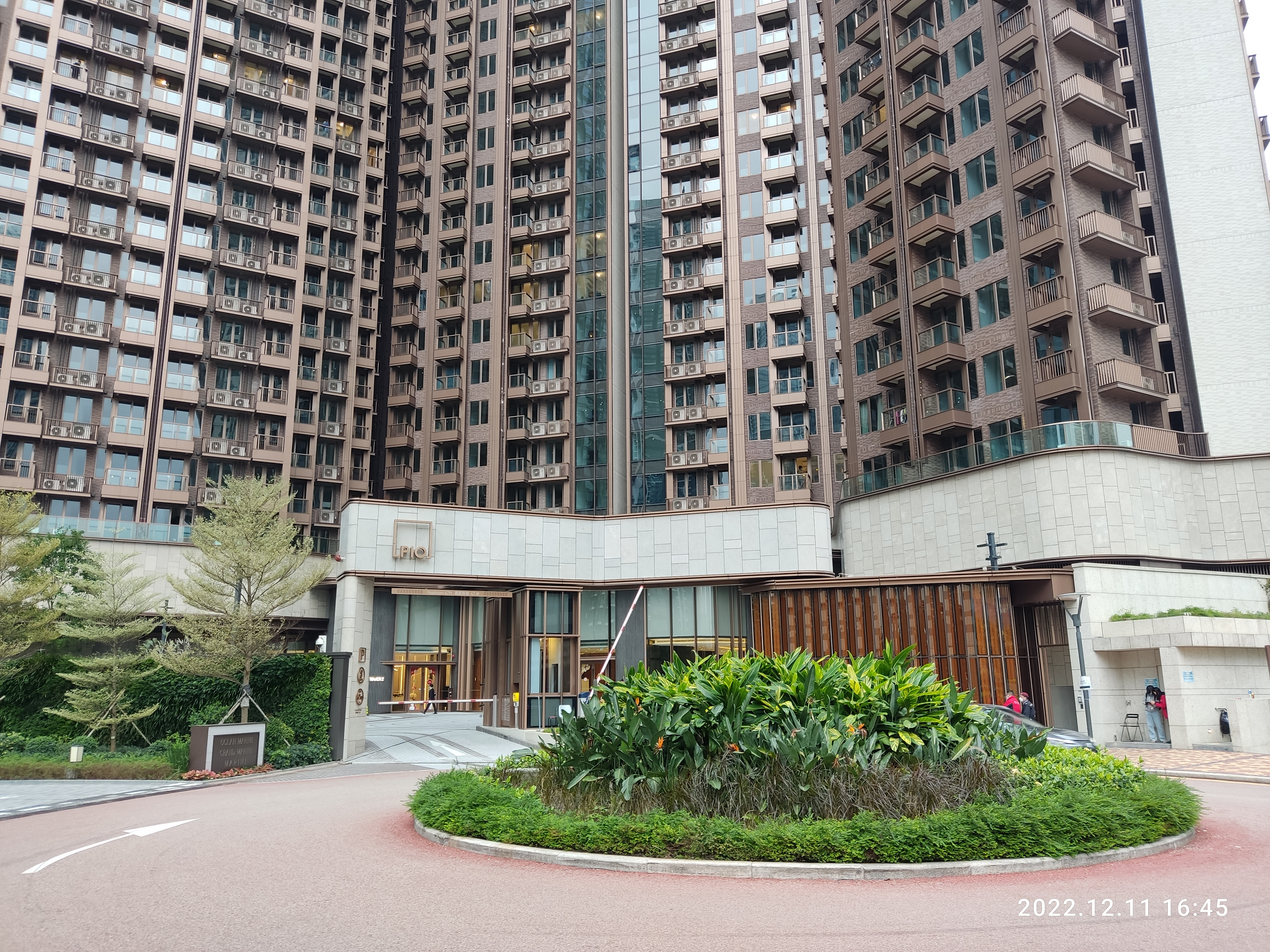
LP10車道入口

LP10是一個香港新界將軍澳東南部的臨海私人屋苑，是港鐵大型臨海住宅區日出康城第10期，名字意為英文簡稱 LOHAS Park Phase 10。項目由南豐集團及港鐵公司共同發展，建築師為劉榮廣伍振民建築師事務所，由中國海外房屋工程承建，將於2022年10月落成。項目在2021年1月開售，首批折實價則介乎699萬元至2,078.6萬元，折實呎價14,188至17,430元。示範單位設於啟德AIRSIDE27樓。

## 歷史
日出康城第10期規模是整個發展項目中最細，可建樓面約81.16萬平方呎，補地價金額約16.59億元，每平方呎補地價僅2,044元，為康城站中地價成本的第三低項目，僅次於第一期「首都」（1,540元呎）、以及第五期MALIBU（1,873元呎）。
港鐵在2016年2月3日為項目進行截收意向書，共收到24份意向書。包括新地、新世界、信置、會德豐地產、南豐、英皇國際、泛海國際和麗新發展。中資發展商中國海外及萬科置業（香港）亦有參與。同年3月7日截標共接獲7份標書，包括會德豐、長地、新地、南豐、內房合景泰富及英皇，而信置夥拍嘉華及永泰合資投標。最後南豐投得發展權。

## 住宅
項目共包括兩幢住宅大廈（第1及2座），分別樓高52層及57層，各配置六部升降機（每翼共設三部）。每座的1樓至頂層（55樓或59樓）屬住宅樓層（於22樓及50樓或51樓設有庇護層），各細分為A、B兩翼，每翼各設2至6伙單位，合共提供893個分層住宅。
單位的實用面積介乎447至3,928平方呎，樓底高度由2.8至4.1米，分別採用開放式或獨立式廚房設計，多數配置露台及工作平台。而單位內的配置由建築事務所LAAB及建築設計團隊ADAPA設計。設備包括全屋覆蓋WiFi訊號，全港首創人工智能空調裝置Ambi Climate Professional，節能總開關系統，美國Lockly智能電子門鎖和歐洲品牌酒櫃。
單位間隔十分多元化，涵蓋二房至五房，當中包括 2房2廳、2房2廳（連套房）、3房2廳（連套房）及多用途房、3房2廳（連套房）及工人套房、4房2廳（連雙套房）及工人套房、4房2廳（連4套房）及工人套房、5房2廳（連5套房）及工人套房等多種。

## 設施
項目於基座地下設有面積約29,452平方呎住客會所CLUB 10，當中包括31米長戶外無邊際泳池和約23米長室內恆溫泳池，並可享有海景。其中設施包括多用途運動場、瑜伽舞蹈室、室內按摩池、蒸氣浴室、嬉水池、卡拉OK室、玩樂室、宴會廳、音樂室、桌球室、閱讀廳，以及休閒雅座等。而屋苑亦提供不少親子玩樂空間，包括日出草坪、燒烤樂園、戶外兒童探險森林和親子農莊。另有佔地約28,342平方呎綠化空間/園景區供住戶休閒散步。
項目的綠色建築認證的暫定評級為「金級」，表示其在能源消耗的表現優異。不過要留意日出康城範圍內存在斜坡構建物，業主可能須分擔日後維修責任及費用。

## 升降機服務
LP10升降機服務樓層列表（全部為迅達升降機）
- 第1座（產品型號：7000）

- 1部：升降機到達低層地下1樓至53樓各層

- 5部：升降機到達地下至21樓、23樓至49樓及51樓至53樓各層
- 第2座（產品型號：7000）

- 1部：升降機到達低層地下1樓至58樓各層

- 5部：升降機到達地下至21樓、23樓50樓及52樓至58樓各層
- 基座（產品型號：5500 MRL）

- 2部：升降機到達低層地下4樓至地下

- 1部：升降機到達低層地下2樓至地下
備註：
1. 所有座數均不設4樓、13樓、14樓、24樓、34樓、44樓及54樓。
2. 第1座22樓及50樓為庇護層，第2座22樓及51樓為庇護層。
3. 所有座數住宅層由1樓開始。

## 交通
參考日出康城#交通

## 鄰近地方
- 日出公園
- 港鐵康城站
- 康城站公共運輸交匯處
- The LOHAS 康城
- 峻瀅
- 康城路
- 日出大道
- 將軍澳南海濱長廊
- 將軍澳工業邨
- 百勝角
- 將軍澳跨灣連接路
- 釣魚翁

## 外部連結
- LP10 （页面存档备份，存于）